# Chiến tranh tiêu hao
Chiến tranh tiêu hao là một chiến thuật quân sự được một bên sử dụng để thắng cuộc chiến bằng cách làm suy yếu đối phương tới mức sụp đổ khi thiệt hại liên tục về người và trang thiết bị. Phe sở hữu lượng tài nguyên lớn hơn thường là phe chiến thắng.